# Kemoko Turay
Pour les articles homonymes, voir Touré.
(en) Statistiques sur pro-football-reference
Kemoko Turay, né le 11 juillet 1995 à Newark dans l'État du New Jersey, est un joueur professionnel de football américain. Il évolue au poste de defensive end pour les Colts d'Indianapolis de la National Football League (NFL). Il a joué au football universitaire à Rutgers et a été choisi par les Colts au deuxième tour de la draft 2018 de la NFL. 
Son père est originaire de la Guinée, tandis que sa mère est originaire de la Côte d'Ivoire.  

## Biographie

### Carrière universitaire
Turay a joué au football universitaire avec les Scarlet Knights de Rutgers sous les ordres des entraîneurs Kyle Flood et Chris Ash,. Il a connu une bonne première saison, avec 24 plaquages, dont 8 pour pertes, et 7,5 sacks, même s'il n'a pas été titularisé. Après cette saison, il a été nommé dans l'équipe Freshman All-American, qui regroupe les meilleurs joueurs de première saison. Après sa quatrième et dernière saison, Turay a été invité au Senior Bowl 2018.

### Carrière professionnelle
Après la saison 2017, Turay été invité au combine de la National Football League (NFL) en vue de la draft de 2018. Turay a été sélectionné par les Colts d'Indianapolis au deuxième tour, 52e rang au total, durant la draft. 
Au cours de la semaine 3, contre les Eagles de Philadelphie, il a enregistré 1,5 sacks, les premiers de sa carrière professionnelle.  
La saison suivante, durant la semaine 5, Turay s'est fracturé la cheville, mettant fin à saison,.